# Kasteel van Fumal

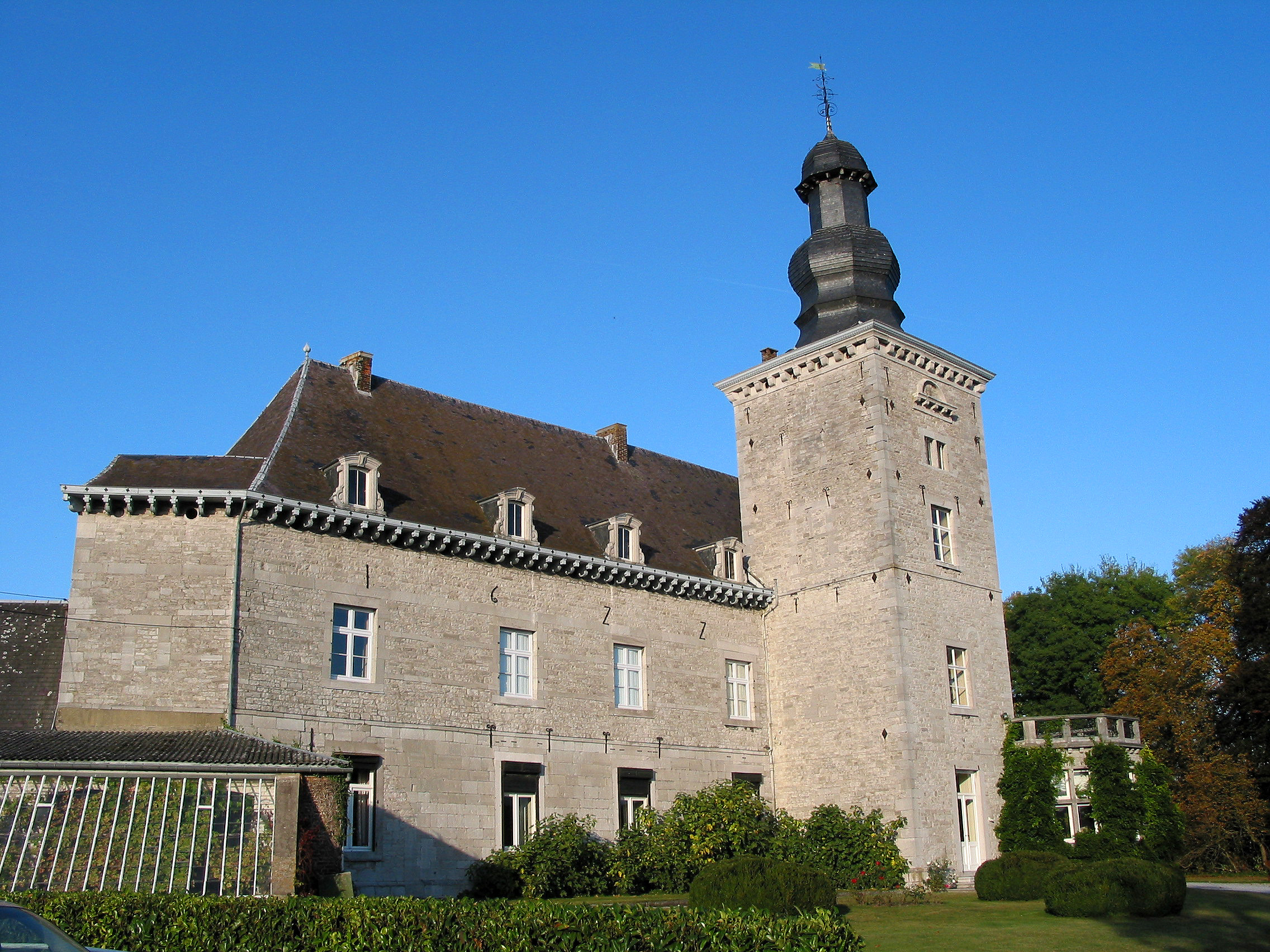
Het kasteel van Fumal

Het kasteel van Fumal is een kasteel in het Belgische dorp Fumal in de Luikse gemeente Braives.

## Geschiedenis
Het kasteel van Fumal was de zetel van de heerlijkheid Fumal, voor het eerst in de 12e eeuw vermeld. Tijdens het ancien régime was het grondgebied van Fumal verdeeld tussen het prinsbisdom Luik en het graafschap Namen, waaraan de heren van Fumal leenplichtig waren.
In 1620 werd het kasteel herbouwd door Nicolaes van Hinnesdael. Eind 17e eeuw werd het kasteel beschadigd door de vele oorlogen die het gebied teisterden. In 1715 werd Séverin de Merode eigenaar. Begin 18e eeuw bouwde Jacques Mincé du Fontbaré, die het domein van hem erfde, het kasteel opnieuw op. De barons Mincé du Fontbaré waren in de 19e en 20e eeuw burgemeester van Fumal. De familie bewoont het kasteel nog steeds.
Sinds 2016 worden op het kasteel van Fumal druiven voor wijnbouw geteelt.